# Jab We Met
Pour plus de détails, voir Fiche technique et Distribution.
Jab We Met (hindi : जब वी मेट ; ourdou : جب وی میٹ ; Lorsque nous nous sommes rencontrés) est un film de Bollywood dirigé par Imitiaz Ali, qui avant avait dirigé Socha Na Tha (2004) avec Ayesha Takia et Abhay Deol. Le film, produit par Dhillin Mehta avec Shree Ashtavinayak Cinevision Ltd., Les rôles principaux sont tenus par Shahid Kapoor et Kareena Kapoor dans leur quatrième film ensemble. La musique du film a été composée par Pritam avec les paroles de Irshad Kamil. Le film a été diffusé dans les salles indiennes à partir du 26 octobre 2007.

## Synopsis
Aditya, un homme d'affaires, souffre d'une profonde dépression. Il laisse tout tomber, et disparait sans un mot. Il erre quelque temps, et dans un train choisi au hasard, il rencontre Geet, une jeune fille du Penjab, pétillante, joyeuse et incroyablement bavarde. Alors, sa vie va changer du tout au tout.

## Fiche technique
- Titre : Jab We Met
- Titre original : जब वी मेट
- Réalisation : Imtiaz Ali
- Scénario : Imtiaz Ali
- Dialogues : Imtiaz Ali
- Musique : Pritam Chakraborty, Sanjoy Chowdhury et Sandesh Shandilya
- Photographie : Natarajan Subramaniam
- Montage : Aarti Bajaj
- Production : Hiren Gandhi, Dhaval Jatania et Dhilin Mehta
- Société de production : Shree Ashtavinayak Cine Vision
- Pays :  Inde
- Langue : Hindi
- Genre : Comédie dramatique et romance
- Dates de sortie : 
  -  Inde : 26 octobre 2007

## Distribution
- Shahid Kapoor: Aditya Kashyap
- Kareena Kapoor : Geet Dhillon
- Tarun Arora : Anshuman
- Dara Singh Randhawa : Dadaji
- Pawan Malhotra : Chacha de Geet
- Kiran Juneja : Mme. Dhillon
- Divya Seth Shah : Mme. Khanna
- Saumya Tandon : Roop Kaur Dhillon
- Nihar Thakkar : Raghav
- Manushka Khisty : Meher